# Stara Synagoga w Opolu
Stara Synagoga w Opolu – synagoga znajdująca się w Opolu przy ulicy Szpitalnej 1.
Synagoga została zbudowana w 1842 roku z inicjatywy lokalnych rodzin żydowskich. Fundusze na budowę zostały pozyskane z datków, zbiórek, kredytów inwestycyjnych oraz wykupów miejsc do modlitw. Uroczystego otwarcia synagogi dokonał rabin wrocławski Abraham Geiger. 
Ostatnie nabożeństwo odbyło się w poniedziałek 21 czerwca 1897 roku – wtedy to nowy opolski rabin, Leo Baeck, oraz odchodzący Hermann Vogelstein odmówili pożegnalną modlitwę. Wkrótce uroczyście wyniesiono zwoje Tory oraz sprzęty liturgiczne do Nowej Synagogi.
Synagoga przetrwała noc kryształową i II wojnę światową praktycznie bez zniszczeń.
Murowany i orientowany budynek synagogi wzniesiono na planie prostokąta o wymiarach 14,7 na 20 metrów, w stylu neoklasycystycznym. Na parterze mieściły się pomieszczenia szkoły i biura administracji gminy, a na piętrze główna sala modlitewna. Do dzisiaj zachowały się resztki witraży które znajdują się w wysokich, półokrągle zakończonych oknach od strony północno-zachodniej.

## Galeria

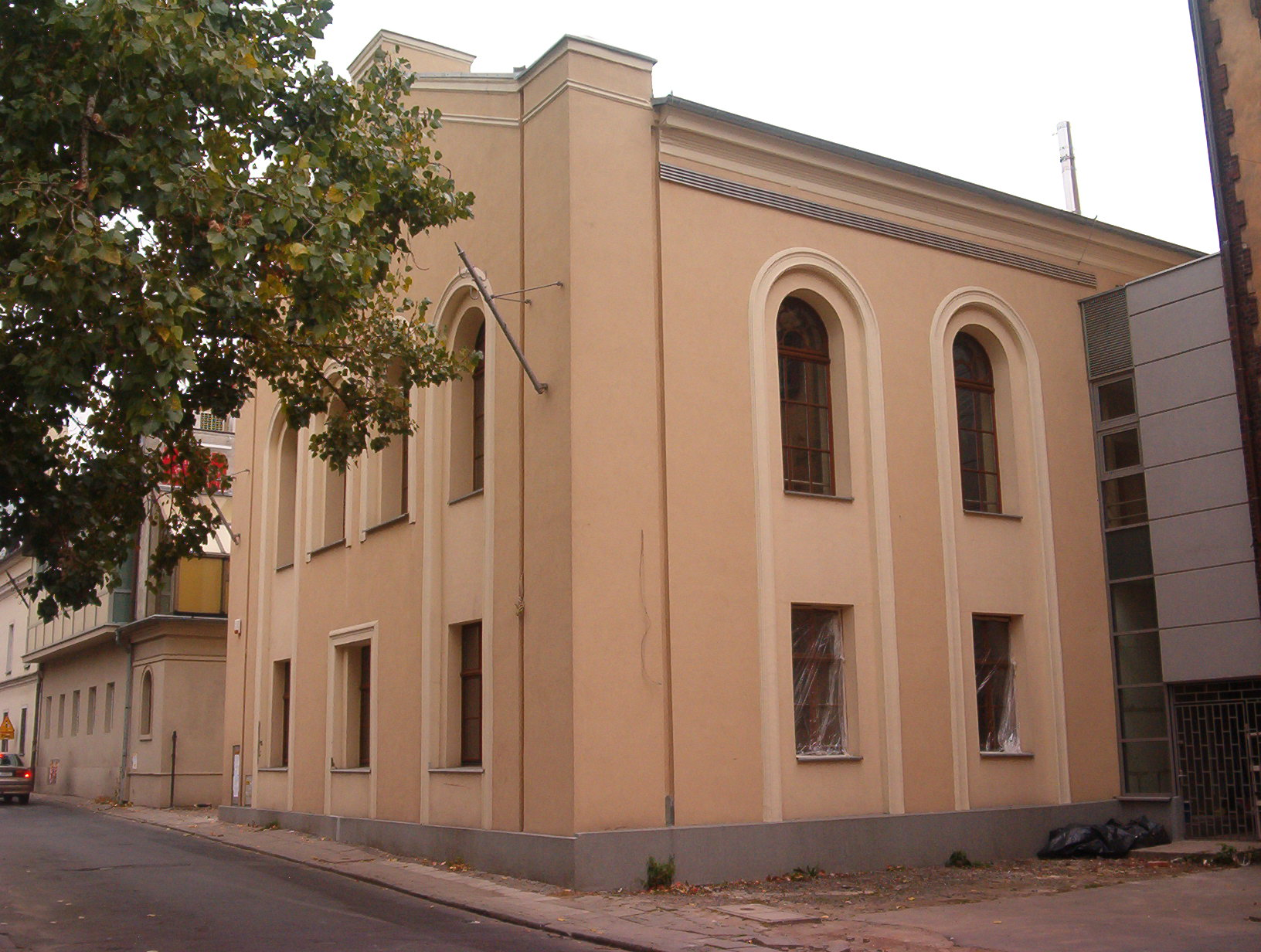
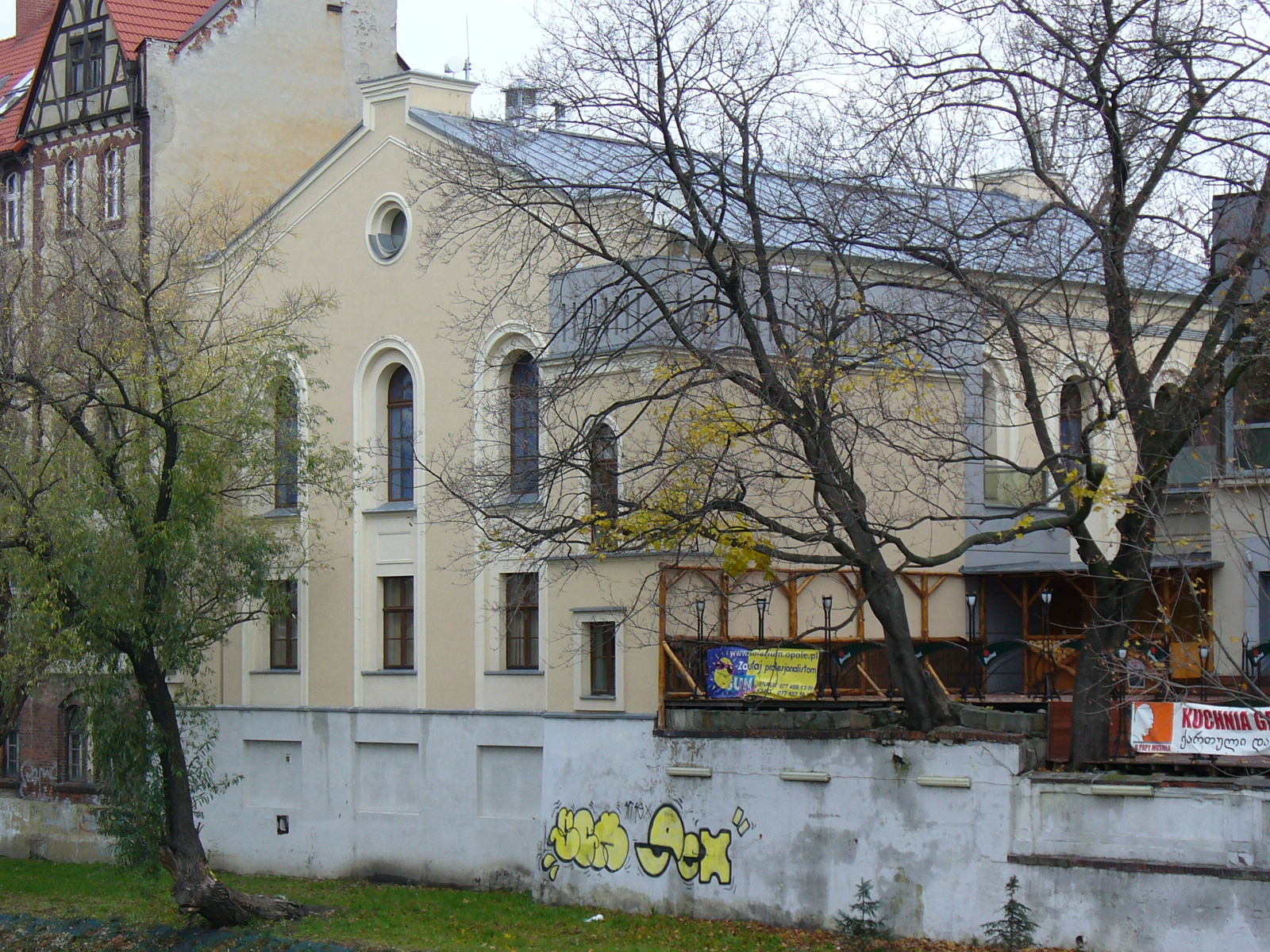
Widok od strony Młynówki – listopad 2006 r.
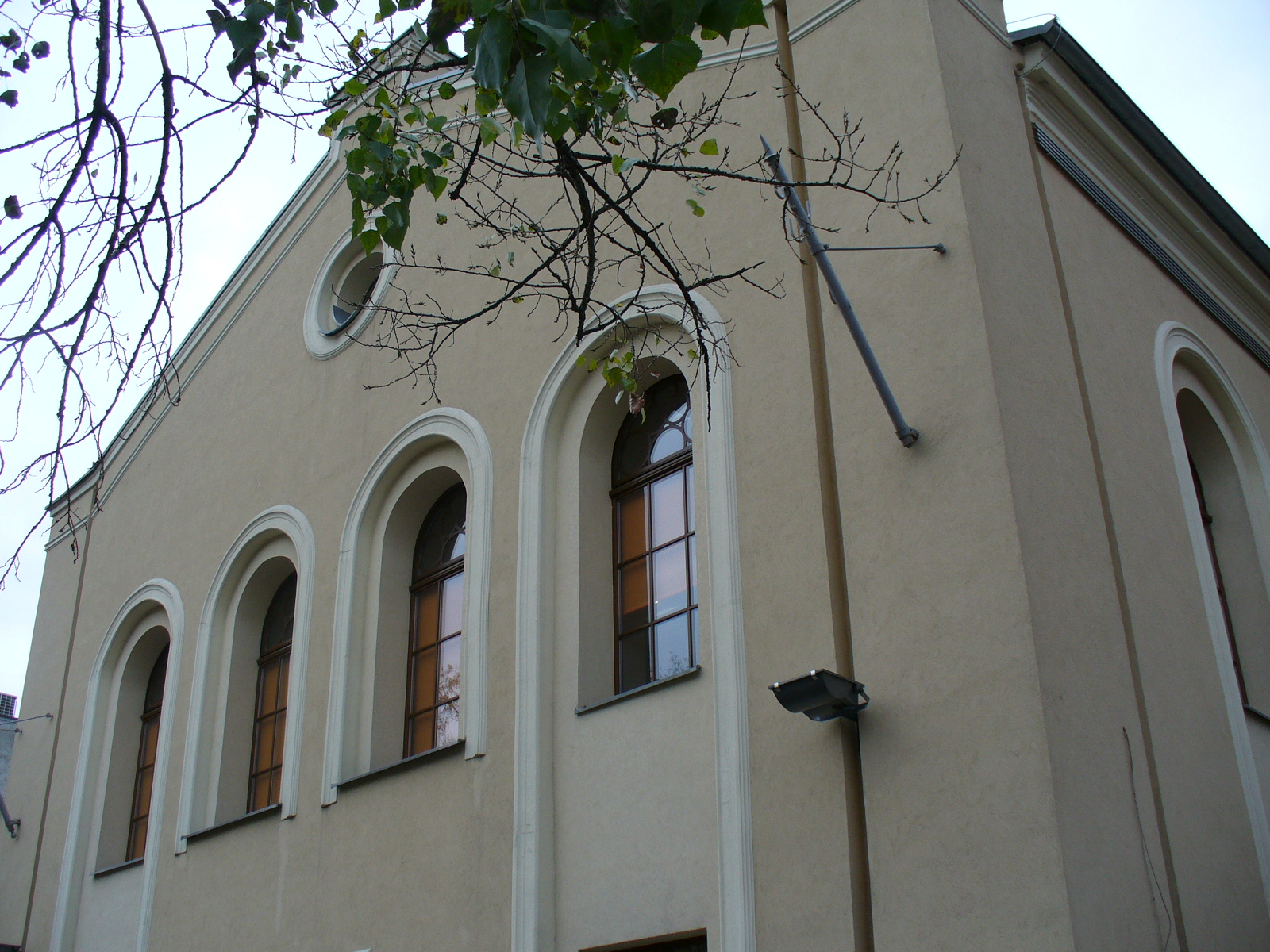
Okna – stan w listopadzie 2006 r.
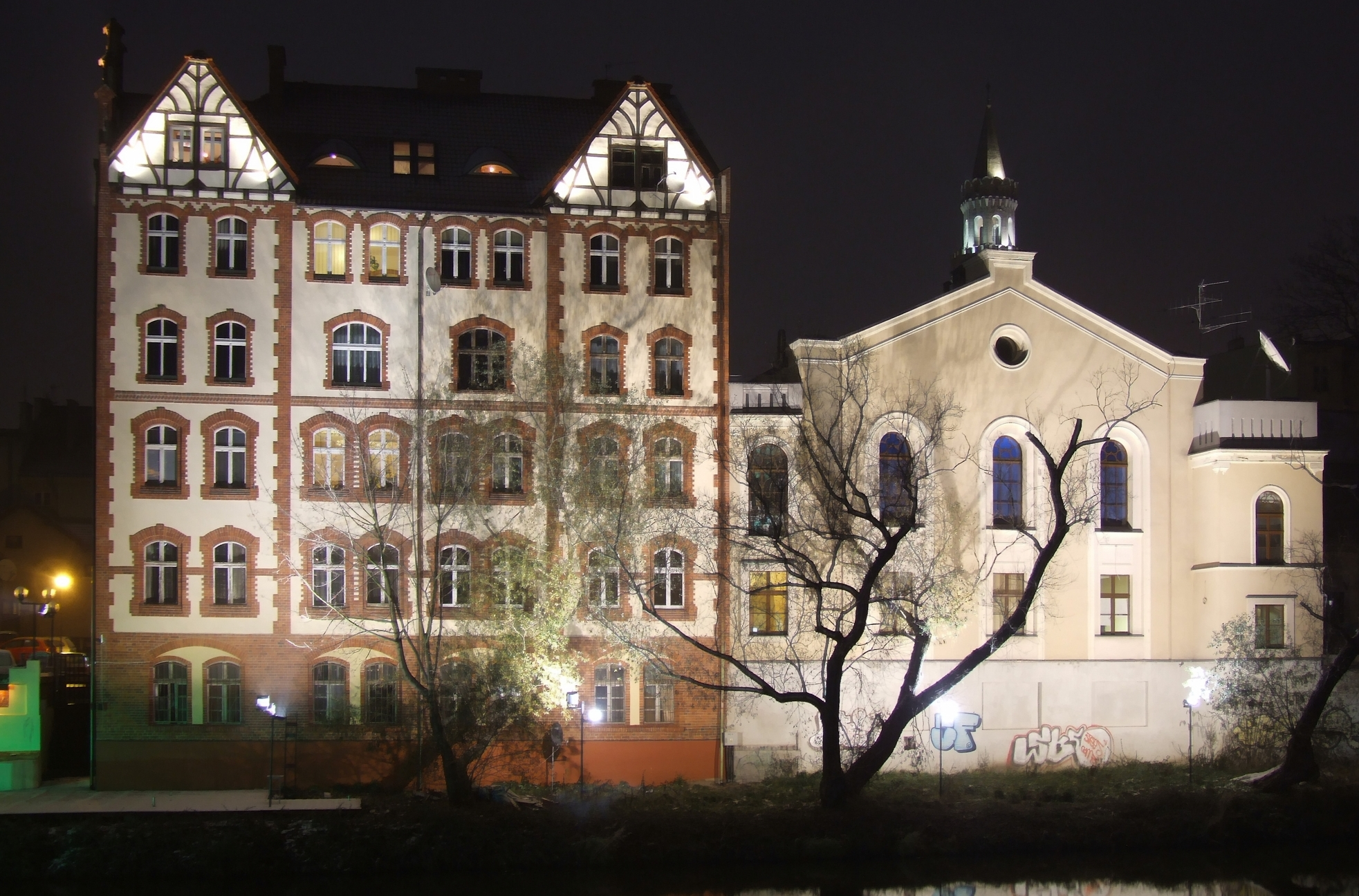
Oświetlona synagoga po zmroku